# Conservatorio de Luxemburgo
El Conservatorio de Luxemburgo (en luxemburgués: Conservatoire vun der Stad Lëtzebuerg; en francés: Conservatoire de Musique de la Ville de Luxembourg) es un conservatorio en la ciudad de Luxemburgo, en el sur de Luxemburgo. El conservatorio se fundó en 1906, después de que una donación privada hizo posible su creación, que había recibido autorización en virtud de un decreto del Gran Ducado emitido en 1904. El conservatorio cuenta actualmente con más de 2.600 estudiantes, procedentes de 60 países, con más de 5.000 cursos en total . Se encuentra ubicado en el Campus Geesseknäppchen, junto con varias otras instituciones educativas; la mayor parte del campus se encuentra en Hollerich, pero la parte occidental, en la que el Conservatorio se encuentra, esta en el barrio de Merl.  La necesidad de un nuevo edificio surgió en la década de 1970 como resultado de la creciente demanda. La primera piedra para el edificio de la rue Charles Martel fue colocada el 19 de junio de 1981, mientras que la inauguración del edificio se concretó en 1984.